# Francisco Amicarelli
Francisco Amicarelli (* 2. Dezember 1905 in Chieti; † 26. Oktober 1981) war ein argentinischer Pianist und Musikpädagoge italienischer Herkunft.

## Leben und Wirken
Amicarelli war ab dem zehnten Lebensjahr Schüler von Vincenzo Scaramuzza. Achtzehnjährig unternahm er eine Konzertreise durch Italien. In Argentinien gewann er mehrere Klavierwettbewerbe und wurde einer der bedeutendsten Konzertpianisten seines Landes. Daneben trat er auch in mehreren Filmen alsv Pianist auf. Mit José María und Juan José Castro, Manuel Almirall und Bruno Bandini gründete er 1926 die Sociedad del Cuarteto. 
Später widmete sich Amicarelli überwiegend der Lehrtätigkeit als Mitarbeiter von Scaramuzza und mit Luis la Via als eines der Gründungsmitglieder der Musikschule an der Universidad de Cuyo. Neben Martha Argerich zählten zu seinen Schülern u. a. Juan María Castro, Lucio Demare, Juan Dargenton, Jorge Urgartamendia, Andrea Katz, Roberto Castro, Jorge Uliarte, Carlos Cobeñas, Pedro Ignacio Calderón, und Martha Noguera.